# IVC (canal de televisión)
IVC (también conocido como IVC Networks) es un canal de televisión por suscripción venezolano, propiedad de Ole Communications y operado por Ole Distribution, una empresa formada entre Ole Communications y Warner Bros. Discovery. Su programación consta de entretenimiento general.

## Historia
IVC nace en julio de 2015 con la intención de ganar presencia en América incorporando producciones originales, en su mayoría realizadas con Unión Radio Producciones para cubrir un 30% de programación de la grilla del canal. Salió al aire en México, Centroamérica, Colombia, Estados Unidos, el Caribe, y principalmente en Venezuela, desde el 16 de octubre de 2015 por DirecTV, canales 235 (SD) y 1235 (HD) e Inter, canal 14, a las primeras horas de la mañana.
En noviembre de 2015, la Comisión Nacional de Telecomunicaciones de Venezuela (Conatel) informó a la empresa IVC Networks Latin America LLC, propietaria del canal IVC, que había cometido un error al no presentar en debida forma cierta documentación que le hubiera permitido al ente regulatorio calificar a la televisora como de producción audiovisual venezolana.
El canal desde su creación ha reunido a periodistas y animadores provenientes de otros canales, tales como Venevisión, Globovisión, RCTV, Televen y Meridiano Televisión. Casi todos sus presentadores pertenecen a Circuito Unión Radio, con algunas excepciones como Vito Martínez y Edmary Fuentes que pertenecen a Circuito X.
En enero de 2018, ingresó al sistema CANTV Satelital en el canal 306, y en marzo de 2018 ingresó a Netuno. El 28 de noviembre de 2018, ingresó a la oferta de canales para Latinoamérica de DirecTV.
En 2019, y con el retiro de los canales colombianos de RCN Televisión y Caracol TV (tanto en la versión nacional como en sus versiones internacionales) en el territorio venezolano, por órdenes de Conatel y del presidente Nicolás Maduro, IVC es la única empresa encargada en distribuir contenidos de los dos canales colombianos para el territorio venezolano, excluyendo los noticieros, los programas de entretenimiento, las transmisiones deportivas y eventos especiales de ese país. Igualmente, se anunció un acuerdo con la productora RCTV Producciones para transmitir varias telenovelas de su catálogo y nuevas producciones propias.

## Programación
Su programación consta de producciones originales, películas, series, telenovelas, espacios informativos y/o de opinión, y eventos deportivos.
Entre sus transmisiones en vivo para los suscriptores están los partidos de la Liga Venezolana de Béisbol Profesional (con el cual se estrenó el canal con el partido Águilas del Zulia vs Tiburones de La Guaira) y las Grandes Ligas de Béisbol, además de 2000 horas de contenido original producidos de forma exclusiva y producciones de los canales de A&E Nertworks Latinoamérica y algunos de los representados por VC Medios (AMC, E! Entertainment Television, Sony Entertainment Television y Telemundo Internacional) en Venezuela.

### Programas
- A Tiempo con Eduardo Rodríguez Giolitti (exclusivo para Venezuela)
- En Conexión con César Miguel Rondón
- Play Top
- Mundo de Mujeres
- Viva Viviana con Viviana Gibelli
- Mamá con Glamour con Rebeca Moreno
- Contra Plano con Henrique Lazo
- Dos de Viaje, con Valentina Quintero y Arianna Arteaga Quintero
- Un día a la vez con Anna Vaccarella
- El show de Bocaranda con Nelson Bocaranda (exclusivo para Estados Unidos)
- La Buena Onda con Verónica Rasquin y Karen Martello

### Programas de ficción
- Anexo:Telenovelas de Caracol Televisión
- Anexo:Telenovelas de RCN
- Entre otras producciones extranjeras
- RCTV Producciones (Incluyendo)

### Deporte
IVC cubre el béisbol de Venezuela y las grandes ligas para el territorio venezolano, con personalidades muy reconocidas en el medio, entre ellas: Fernando Arreaza, Broderick Zerpa, Carlos Valmore Rodríguez, Iván Medina Molina, Juan Carlos Méndez, Oscar Prieto Rojas, Efraín Zavarce, Alejandro Villegas, Freddy Chersia y Pedro Ricardo Maio.
Béisbol
- Liga Venezolana de Béisbol Profesional
- Serie del Caribe
- MLB
- Clásico Mundial de Béisbol

Fútbol
- Copa Mundial de Fútbol
- Copa América
- Copa América Femenina

Baloncesto
- National Basketball Association
- Superliga Profesional de Baloncesto

Super Bowl
- National Football League

Billar
- Mosconi Cup

Juegos Olímpicos
- Juegos Olímpicos de París 2024
- Juegos Olímpicos de Los Ángeles 2028
- Juegos Olímpicos de Brisbane 2032

## Señales
- Señal Venezuela: señal dirigida a la audiencia de ese país
- Señal Panregional: señal distribuida para Latinoamérica y el Caribe.

## Locutores
- Fernando Arreaza (2015-2024)
- Alejandro Rhode (2015-presente)
- Víctor Hugo Bracamonte (2016-presente)
- Verónica Gómez Pino (2015-2017)
- Jairam Navas (2018-presente)
- Edmary Fuentes (2018-2022)